# Арефьев, Анатолий Васильевич
Анатолий Васильевич Аре́фьев (укр. Анатолій Васильович Ареф'єв; 24 ноября 1918, Ставрополь — 28 января 1989, Днепропетровск) — советский художник-сценограф

. Народный художник СССР (1967).

## Биографические данные
Родился 24 ноября 1918 года в Ставрополе (ныне Тольятти, Самарская область).
Окончил художественно-педагогический техникум в Пензе (1936—1938).
Участник войны. Неоднократно был ранен.
С 1947 года — художник, с 1949 — главный художник Киргизского театра оперы и балета имени А. Малдыбаева.
В 1971—1974 годах работал в Горьковском театре оперы и балета имени А. С. Пушкина. В 1974—1989 годах — главный художник Днепропетровского театра оперы и балета.
Оформил более 100 оперных и балетных спектаклей.
Эскизы и макеты декораций экспонировались на выставках в СССР и за рубежом.
Член Союза художников СССР.
Был членом ВКП(б) с 1945 года. В 1967 году избран кандидатом в члены ЦК КП Киргизии. Депутат Верховного Совета Киргизской ССР 7-8-го созывов.
Умер 28 января 1989 года в Днепропетровске, УССР. Похоронен в Москве на Хованском кладбище (Центральная территория, участок 45л).

### Семья
- Сын — Владимир Арефьев, художник театра.

## Награды и звания
- Заслуженный деятель искусств Киргизской ССР (1954)
- Народный художник СССР (1967)
- Государственная премия Украинской ССР имени Т. Г. Шевченко (1978) — за оформление оперного спектакля «Богдан Хмельницкий» К. Ф. Данькевича (новая редакция), поставленный на сцене Днепропетровском ГАТОБ
- Орден Ленина (1958)
- Орден Красного Знамени (1943)
- Орден Отечественной войны I степени (1985)
- Орден Трудового Красного Знамени (1981)
- Орден Красной Звезды (1945)
- Медаль «За победу над Германией в Великой Отечественной войне 1941-1945 гг.»
- Медали
- Почётные грамоты Президиума Верховного Совета Киргизской ССР, Президиума Верховного Совета Казахской ССР.

## Творчество
Итоговую энциклопедическую оценку творчества художника дала искусствовед Татьяна Шпаковская:

## Оформленные представления
Киргизский театр оперы и балета имени А. Малдыбаева
балеты:
- «Лебединое озеро» П. И. Чайковского (1949)
- «Доктор Айболит» И. В. Морозова (1950)
- «Анар» В. А. Власова, В. Г. Фере (1950)
- «Фауст» Ш. Гуно (1952)
- «Красный мак» Р. М. Глиэра (1952)
- «Весна идёт» на музыку С. В. Рахманинова (1953)
- «Чолпон» М. Р. Раухвергера (1953, 1958)
- «Севильский цирюльник» Дж. Россини (1954, 1969)
- «Эсмеральда» Ц. Пуни (1955)
- «Спящая красавица» П. И. Чайковского (1956, 1969)
- «Большой вальс» (1961)
- «Лауренсия» А. А. Крейна (1962)
- «Ромео и Джульетта» С. С. Прокофьева (1962)
- «Франческа да Римини» на музыку одноимённой симфонической фантазии П. И. Чайковского (1963)
- «Египетские ночи» А. С. Аренского (1963)
- «Испанское каприччио» на музыку Н. А. Римского-Корсакова (1963)
- «Бахчисарайский фонтан» Б. В. Асафьева (1964)
- «Шопениана» на музыку Ф. Шопена (1964)
- «Барышня и хулиган» К. Ф. Боярского на музыку Д. Д. Шостаковича (1965)
- «Асель» В. А. Власова (1967)
- «Дон-Жуан» Л. В. Фейгина (1968)
- «Спартак» А. И. Хачатуряна (1969)[4]

оперы:
- «Сын народа» В. Г. Фере (1947)
- «Травиата» Дж. Верди (1948)
- «Ким кантти» («Кто как поступил») (музыкальная комедия) А. М. Малдыбаева, М. Абдраева, А. Аманбаева и А. Тулеева (1948)
- «Пиковая дама» П. И. Чайковского (1949)
- «Кармен» Ж. Бизе (1949)
- «Кокуль» М. Р. Раухвергера (1949)
- «Алтын кыз» (музыкальная драма) В. А. Власова, А. М. Малдыбаева, В. Г. Фере (1949)
- «Запорожец за Дунаем» С. С. Гулак-Артемовского (1950)
- «Русалка» А. С. Даргомыжского (1951)
- «На берегах Иссык-Куля» В. А. Власова, А. М. Малдыбаева, В. Г. Фере (1951)
- «Тарас Бульба» Н. В. Лысенко (1952)
- «Черевички» П. И. Чайковского (1952, 1957)
- «Майская ночь» Н. А. Римского-Корсакова (1952)
- «Айдар и Айша» А. Аманбаева и С. Л. Германова (1952)
- «Алеко» С. В. Рахманинова (1953)
- «Риголетто» Дж. Верди (1953)
- «Князь Игорь» А. П. Бородина (1954)
- «Теремок» (1955)
- «Аршин мал алан» (оперетта) У. Гаджибекова (1955)
- «Проданная невеста» Б. Сметаны (1955)
- «Токтогул» В. А. Власова, А. М. Малдыбаева, В. Г. Фере (1956, 1958)
- «Паяцы» Р. Леонкавалло (1956)
- «Опричник» П. И. Чайковского (1957)
- «Чио-Чио-Сан» Дж. Пуччини (1959)
- «Айчурек» В. А. Власова, А. М. Малдыбаева, В. Г. Фере (1959)
- «Аида» Дж. Верди (1960)
- «Борис Годунов» М. П. Мусоргского (1960, 1971)
- «Евгений Онегин» П. И. Чайковского (1961)
- «Петя и волк» С. С. Прокофьева (1961)
- «Джамиля» М. Р. Раухвергера (1961, 1964)
- «Сердце матери» (1963)
- «Иоланта» П. И. Чайковского (1964)
- «Оптимистическая трагедия» А. Н. Холминова (1965)
- «Ромео, Джульетта и тьма» К. В. Молчанова (1966)
- «Манас» В. А. Власова, А. М. Малдыбаева, В. Г. Фере (1966)
- «Неизвестный солдат» К. В. Молчанова (1967)
- «За час до рассвета» В. А. Власова, В. Г. Фере (1969)
- «Тихий Дон» И. И. Дзержинского (1969)

Русский театр драмы имени Ч. Айтматова (Фрунзе)
- «Анджело» В. Гюго (1954)
- «Укрощение укротителя» Дж. Флетчера (1956)

Казахский театр оперы и балета имени Абая (Алма-Ата)
- «Сказки Гофмана» Ж. Оффенбаха (1962)
- «Кыз-Жибек» Е. Г. Брусиловского (1967)

Самаркандский театр оперы и балета
- «Проделки Майсары» С. А. Юдакова (1965)

Узбекский театр оперы и балета (Ташкент)
- «Борис Годунов» М. П. Мусоргского (1965)

Ленинградский театр оперы и балета им. Кирова
- «Тихий Дон» И. И. Дзержинского (1967)

Татарский театр оперы и балета имени Мусы Джалиля (Казань)
- «Асель» В. А. Власова (1968)

Одесский театр оперы и балета
- «Спартак» А. И. Хачатуряна (1968)

Днепропетровский театр оперы и балета
балеты:
- «Спартак» А. И. Хачатуряна (1975)
- «Барышня и хулиган» К. Ф. Боярского на музыку Д. Д. Шостаковича (1978)
- «Бахчисарайский фонтан» Б. В. Асафьева (1975)
- «Тысяча и одна ночь» Ф. М. Амирова (1982)
- «Ромео и Джульетта» С. С. Прокофьева (1986)
- «Франческа да Римини» на музыку одноимённой симфонической фантазии П. И. Чайковского (1987)
- «Кармен-сюита» на основе оперы Ж. Бизе «Кармен», в оркестровке Р. К. Щедрина

оперы:
- «Князь Игорь» А. П. Бородина (1974)
- «Богдан Хмельницкий» К. Ф. Данькевича (1976)
- «Борис Годунов» М. П. Мусоргского (1978)
- «Аида» Дж. Верди (1981)
- «Паяцы» Р. Леонкавалло (1987)[5].